# Rivolta d'Adda
Rivolta d'Adda är en ort och kommun i provinsen Cremona i regionen Lombardiet i Italien. Kommunen hade 8 173 invånare (2018).